# Aleksandr Jerszow
Aleksandr Grigorjewicz Jerwszow, ros. Александр Григорьевич Ершов (ur. w 1892 r. na Uralu, zm. ?) – sowiecki wojskowy (pułkownik), propagandysta Rosyjskiej Armii Wyzwoleńczej, a następnie zastępca dowódcy 2 Dywizji Sił Zbrojnych Komitetu Wyzwolenia Narodów Rosji podczas II wojny światowej.
W 1912 r. ukończył szkołę realną. Pracował jako nauczyciel. W 1916 r. ukończył szkołę chorążych w Irkucku. 
Brał udział w I wojnie światowej; został ranny. W 1918 r. wstąpił do armii bolszewickiej. Uczestniczył w walkach z Białymi. W 1925 r. został zdemobilizowany. Od 1931 r. ponownie służył w Armii Czerwonej. Doszedł do stopnia pułkownika. W 1941 r. pełnił funkcję szefa 5 oddziału sztabu i jednocześnie zastępcy szefa sztabu 24 Dywizji Strzeleckiej. 24 lipca tego roku, po rozbiciu dywizji przez wojska niemieckie, dostał się do niewoli w rejonie Mołodeczna. Był osadzony w obozie jenieckim w Łodzi. W styczniu 1943 r. trafił na kursy propagandowe w Wuhlheide w Berlinie. W lutym tego roku spotkał się z gen. Andriejem A. Własowem, po czym wstąpił do Rosyjskiej Armii Wyzwoleńczej (ROA). Do lata 1944 r. w składzie grupy propagandystów objeżdżał obozy jenieckie, namawiając jeńców do przejścia do ROA. Jednocześnie szpiegował na rzecz Niemców. Następnie był propagandystą w obozie dla inwalidów ROA. Od jesieni 1944 r. do stycznia 1945 r. znajdował się w rezerwie oficerskiej sztabu Sił Zbrojnych Komitetu Wyzwolenia Narodów Rosji, po czym objął funkcję zastępcy dowódcy ds. tyłów 2 Dywizji Sił Zbrojnych KONR. W ostatnich dniach wojny wraz z grupą oficerów własowskich dostał się do niewoli amerykańskiej. Przebywał w obozie w Heidelbergu, po czym przekazano go Sowietom. Dalsze jego losy nie są znane.